# Lord-chambellan

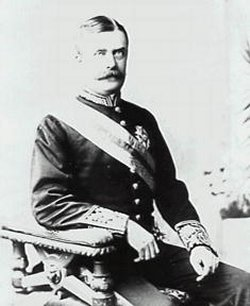
Charles-Robert Wynn-Carington, lord-chambellan de 1892 à 1895.

Le lord-chambellan (en anglais : Lord Chamberlain ou Lord Chamberlain of Household) est l'un des hauts fonctionnaires de la cour au Royaume-Uni, et doit être distingué du lord-grand-chambellan, un des grands-officiers d'État.
Le lord-chambellan est toujours un pair et un conseiller privé, et, avant 1782, était un haut grade. Jusqu'en 1924, la position était politique. Le lord-chambellan est le fonctionnaire en chef de la cour, et est généralement responsable d'organiser toutes les fonctions de cour. Jusque récemment, le lord-chambellan a également eu le rôle dans la réglementation des jeux dans les cités de Londres et de Westminster, et dans certains autres secteurs. Ce rôle a fait du lord-chambellan le censeur officiel des représentations théâtrales, bien que la responsabilité ait été dans la pratique déléguée au bureau du lord-chambellan. Ce devoir a été supprimé par la Theatres Act de 1968.
Bien que l'officier le plus influent de la cour soit le secrétaire personnel du souverain, le lord-chambellan exerce un rôle important de coordination. Le poste est normalement à temps partiel, cependant lord Maclean (lord-chambellan de 1971 à 1984) a été employé à plein temps.
Au Danemark, il y a également un lord-chambellan (Hofmarskallatet), qui accomplit un rôle semblable pour la famille royale danoise.

## Lords-chambellans, de 1485 à nos jours
- 1485-1494 : William Stanley
- 1494-1508 : Giles Daubeney
- 1508-1526 : Charles Somerset, 1er comte de Worcester
- 1526-1530 : William FitzAlan, 18e comte d'Arundel
- 1530-1535 : William Sandys, 1er baron Sandys of the Vyne.
- 1535-1546 : William Paulet, 1er lord St John of Basing
- 1546-1550 : Henry FitzAlan (12e comte d'Arundel)
- 1550-1551 : Thomas Wentworth, 1er baron Wentworth
- 1551-1553 : Thomas Darcy (1er baron Darcy de Chiche), lord d'Arcy
- 1553-1557 : John Williams, baron Williams de Thame
- 1557-1572 : William Howard, 1er baron Howard of Effingham
- 1572-1585 : Thomas Radclyffe, 3e comte de Sussex
- 1585-1596 : Henry Carey, 1er baron Hunsdon
- 1596-1597 : William Brooke, 10e baron Cobham
- 1597-1603 : George Carey, 2ebaron Hunsdon
- 1603-1613 : Thomas Howard, 1er comte de Suffolk
- 1613-1615 : Robert Carr, 1er comte de Somerset
- 1615-1625 : William Herbert, 3e comte de Pembroke
- 1625-1641 : Philip Herbert (4e comte de Pembroke)
- 1641-1642 : Robert Devereux, 3e comte d'Essex
- 1642-1649 : Edward Sackville, 4e comte de Dorset
- 1649-1660 : Commonwealth et Protectorat
- 1660-1671 : Edward Montagu, 2e comte de Manchester
- 1671-1674 : Henry Jermyn, 1er comte de Saint Albans
- 1674-1685 : Henry Bennet, 1er comte d'Arlington
- 1685 : Robert Bruce, 1er comte d'Ailesbury
- 1685-1686 : Thomas Bruce, 2e comte d'Ailesbury
- 1686-1688 : John Sheffield, 3e comte de Mulgrave
- 1689-1697 : Charles Sackville, 6e comte de Dorset
- 1697 : Robert Spencer, 2e comte de Sunderland
- 1697-1699 : vacant (le roi n'a pas accepté la démission de Sunderland)
- 1699-1700 : Charles Talbot, 1er duc de Shrewsbury
- 1700-1704 : Edward Villiers, 1er comte de Jersey
- 1704-1710 : Henry Grey, 1er marquis de Kent
- 1710-1715 : Charles Talbot, 1er duc de Shrewsbury
- 1715-1717 : Charles Paulet, 2e duc de Bolton
- 1717-1724 : Thomas Pelham-Holles, 1er duc de Newcastle
- 1724-1757 : Charles Fitzroy, 2e duc de Grafton
- 1757-1762 : William Cavendish, 4e duc de Devonshire
- 1762-1763 : George Spencer, 4e duc de Marlborough
- 1763-1765 : Granville Leveson-Gower, 2e comte Gower
- 1765-1766 : William Cavendish-Bentinck, 3e duc de Portland
- 1766-1782 : Francis Seymour-Conway, 1er comte d'Hertford
- 1782-1783 : George Montagu, 4e duc de Manchester
- 1783 : Francis Seymour-Conway, 1er comte d'Hertford
- 1783-1804 : James Cecil, 1er marquis de Salisbury
- 1804-1812 : George Legge, 3e comte de Dartmouth
- 1812-1821 : Francis Seymour-Conway, 2e marquis d'Hertford
- 1821-1827 : James Graham, 3e duc de Montrose
- 1827-1828 : William Cavendish, 6e duc de Devonshire
- 1828-1830 : James Graham, 3e duc de Montrose
- 1830 : George Child Villiers, 5e comte de Jersey
- 1830-1834 : William Cavendish, 6e duc de Devonshire
- 1834-1835 : George Child Villiers, 5e comte de Jersey
- 1835 : Richard Wellesley, 1er marquis Wellesley
- 1835-1839 : Francis Nathaniel Conyngham, 2e marquis Conyngham
- 1839-1841 : Henry Paget, 2e comte d'Uxbridge
- 1841-1846 : George John Sackville-West, 5e comte De La Warr
- 1846-1848 : Frederick Spencer, 4e comte Spencer
- 1848-1852 : John Campbell, 2e marquis de Breadalbane
- 1852 : Brownlow Cecil, 2e marquis d'Exeter
- 1853-1858 : John Campbell, 2e marquis de Breadalbane
- 1858-1859 : George John Sackville-West, 5e comte De La Warr
- 1859-1866 : John Robert Townshend 1er vicomte Sydney
- 1866-1868 : Orlando Bridgeman, 3e comte de Bradford
- 1868-1874 : John Robert Townshend, 1er vicomte Sydney
- 1874-1879 : Francis Seymour, 5e marquis d'Hertford
- 1879-1880 : William Edgcumbe (4e comte de Mount Edgcumbe)
- 1880-1885 : Valentine Augustus Browne, 4e comte de Kenmare
- 1885-1886 : Edward Bootle-Wilbraham, 1er comte de Lathom
- 1886 : Valentine Augustus Browne, 4e comte de Kenmare
- 1886-1892 : Edward Bootle-Wilbraham, 1er comte de Lathom
- 1892-1895 : Charles Robert Wynn-Carington, 3e baron Carrington
- 1895-1898 : Edward Bootle-Wilbraham, 1er comte de Lathom
- 1898-1900 : John Hope, 7e comte de Hopetoun
- 1900-1905 : Edward Hyde Villiers, 5e comte de Clarendon
- 1905-1912 : Charles Robert Spencer 1er vicomte Althorp puis 6e comte Spencer (1910)
- 1912-1921 : William Mansfield, 2e baron Sandhurst puis 1er vicomte Sandhurst (1917)
- 1921-1922 : John George Stewart-Murray, 8e duc d'Atholl
- 1922-1938 : Rowland Thomas Baring, 2e comte de Cromer
- 1938-1952 : George Herbert Hyde Villiers, 6e comte de Clarendon
- 1952-1963 : Roger Lumley, 11e comte de Scarbrough
- 1963-1971 : Cameron Fromanteel Cobbold, 1er baron Cobbold
- 1971-1984 : Charles Hector Fitzroy Maclean, baron Maclean
- 1984-1997 : David Ogilvy, 13e comte d'Airlie
- 1998-2000 : Thomas Stonor (7e baron Camoys)
- 2000-2006 : Richard Napier Luce, baron Luce
- 2006-2021 : William Peel, 3e comte Peel
- 2021-2024 : Andrew David Parker, baron Parker de Minsmere[1]
- depuis 2024 : Richard Benyon, baron Benyon